# Władysław Kędra

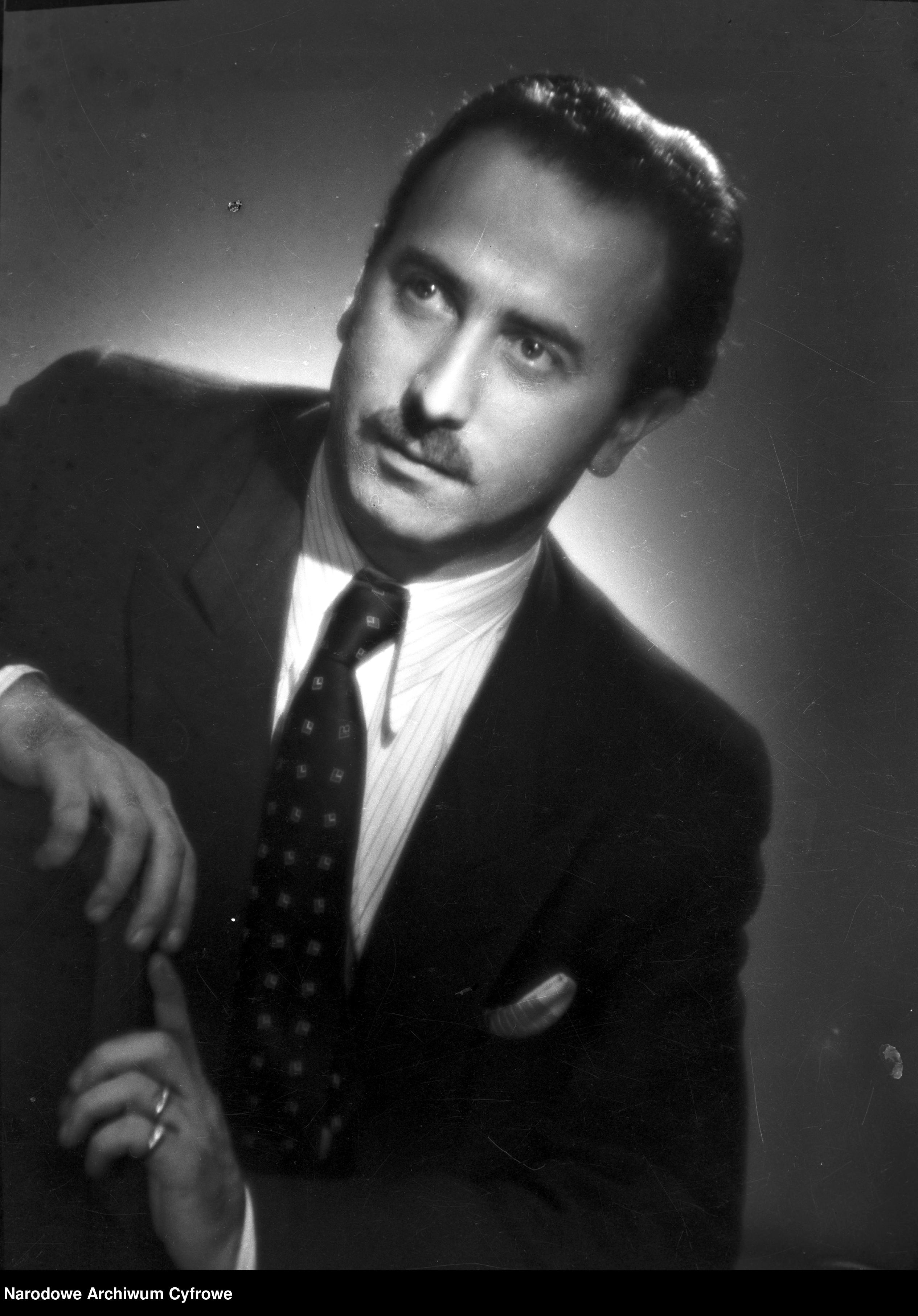
Władysław Kędra (1950)

Władysław Kędra (* 16. September 1918 in Łódź; † 26. September 1968 in Warschau) war ein polnischer Pianist und Musikpädagoge.
Kędra hatte ab 1924 Klavierunterricht bei Helena Kijeńska und besuchte ab 1933 die Klavierklasse von Antoni Dobkiewicz an deren Konservatorium. Im Mai 1933 debütierte er als Pianist in Łódź mit Joseph Haydns Klavierkonzert D-Dur und Camille Saint-Saëns’ Rhapsodie d’Auvergne für Klavier und Orchester. 1937 nahm er am Internationalen Chopin-Wettbewerb teil. Obwohl er keinen Preis gewann, weckte er das Interesse der Jurorin Magda Tagliaferro, die ihn einlud, seine Ausbildung bei ihr am Pariser Konservatorium fortzusetzen. Dieses Angebot nahm er in den Sommerferien der folgenden zwei Jahre wahr. 
1938 lud ihn Ignacy Paderewski zu einem Auftritt in Morges ein und bot ihm weitere künstlerische Beratung an. Im gleichen Jahr debütierte er beim Polnischen Rundfunk in Łódź mit Robert Schumanns Toccata in C-Dur, Franz Liszts Paganini-Etüden und Johannes Brahms’ Paganini-Variationen. In den Jahren der deutschen Besatzung lebte Kędra als Barpianist in Łódź und gab mehrfach im Warschauer Untergrund Konzerte, bei denen er Werke verbotener Komponisten wie Fryderyk Chopin, Karol Szymanowski, Roman Maciejewski und Kazimierz Jurdziński spielte. Nach dem Warschauer Aufstand kam er mit seiner Familie auf einen Deportationstransport der Nazis. Es gelang ihm jedoch zu fliehen.
Bis zum Kriegsende hielt er sich in Südpolen versteckt, 1945 kehrte er in seine Heimatstadt Łódź zurück. 1946 war er unter den Finalisten des Concours de Genève, und 1949 erhielt er den Fünften Preis beim Internationalen Chopin-Wettbewerb. In der Folgezeit gab er zahlreiche Konzerte in Polen und anderen europäischen Ländern.
1957 ging er nach Wien, wo er eine Klavierklasse an der Akademie für Musik und darstellende Kunst leitete. Daneben gab er jedes Jahr dutzende Konzerte in Europa und den USA. 1968 starb er fünfzigjährig an einer Krebserkrankung. Er hinterließ Plattenaufnahmen von Werken Chopins, Isaac Albéniz’, Manuel Infantes, Enrique Granados’, Claude Debussys, Liszts, Stanisław Moniuszkos, Felix Mendelssohn Bartholdys, Dmitri Schostakowitschs, George Gershwins und anderer. 2018 fand in seiner Heimatstadt Łódź der ihm gewidmete Władysław-Kędra-Klavierwettbewerb statt.